# Kirchdorf (Bad Wörishofen)
Kirchdorf ist der nördlichste Gemeindeteil der Stadt Bad Wörishofen und eine Gemarkung im schwäbischen Landkreis Unterallgäu in Bayern.

## Lage
Durch Kirchdorf verläuft der Haldenbach, Zufluss des Wörthbachs. Im Norden grenzt der Ort an die Bundesautobahn 96, deren Anschlussstelle Bad Wörishofen über die durch den Ort verlaufende Kreisstraße MN 4 und die parallel zur Autobahn verlaufende Staatsstraße 2518 in gut drei Kilometern erreicht werden kann. In der Ortsmitte liegt die katholische Pfarrkirche St. Stephan, womit der Ort ein Pfarrdorf ist. Neben ihr befindet sich der Kindergarten St. Stephan. Das umfangreiche Vereinsleben mit über zehn Vereinen besteht unter anderem aus dem Fußballsportverein (FSV) Kirchdorf, den Kirchdorfer Musikanten, dem Frauenbund, der Freiwilligen Feuerwehr Kirchdorf, dem Liederkranz, der Jugendgruppen und dem Schützenverein. Im Ort gibt es verschiedene Gewerbebetriebe.
Auf der Gemarkung Kirchdorf liegt das Pfarrdorf und die südliche Teilfläche des 1999 eröffneten Allgäu Skyline Parks, dessen nördliche Teilfläche auf Gemeindegebiet von Rammingen liegt. 1961 umfasste die Gemarkung 819 Hektar.

## Geschichte
Die ehemalige Gemeinde Kirchdorf wurde 1977 nach Bad Wörishofen eingemeindet. Sie gehörte bis 1973 dem Landkreis Mindelheim, anschließend dem Landkreis Unterallgäu an und bestand nur aus dem gleichnamigen Pfarrdorf, dessen Einwohnerzahl 1970 bei 619 lag.

## Sehenswürdigkeiten
Siehe auch: Liste der Baudenkmäler in Kirchdorf

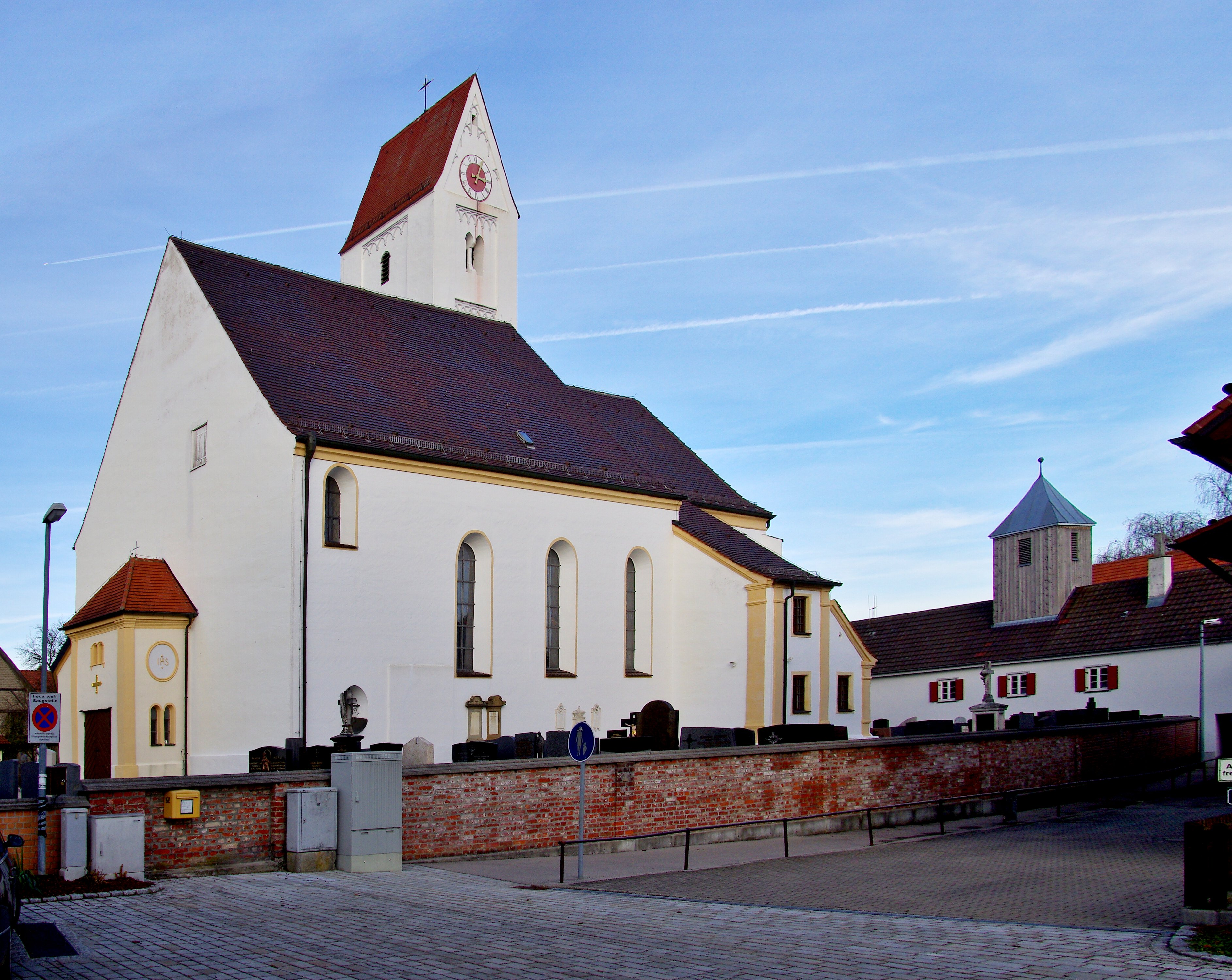
Pfarrkirche St. Stephan
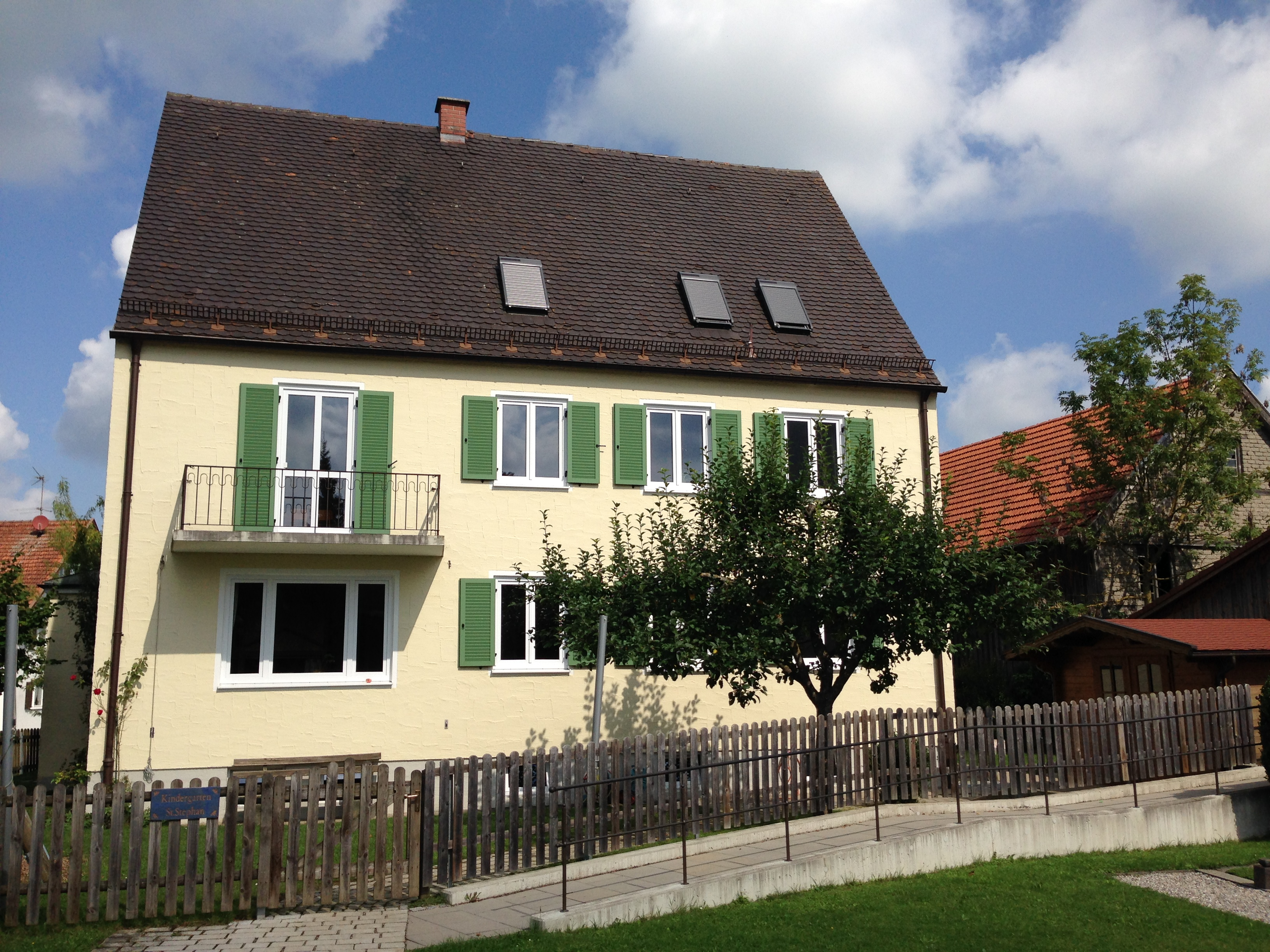
Kindergarten St. Stephan
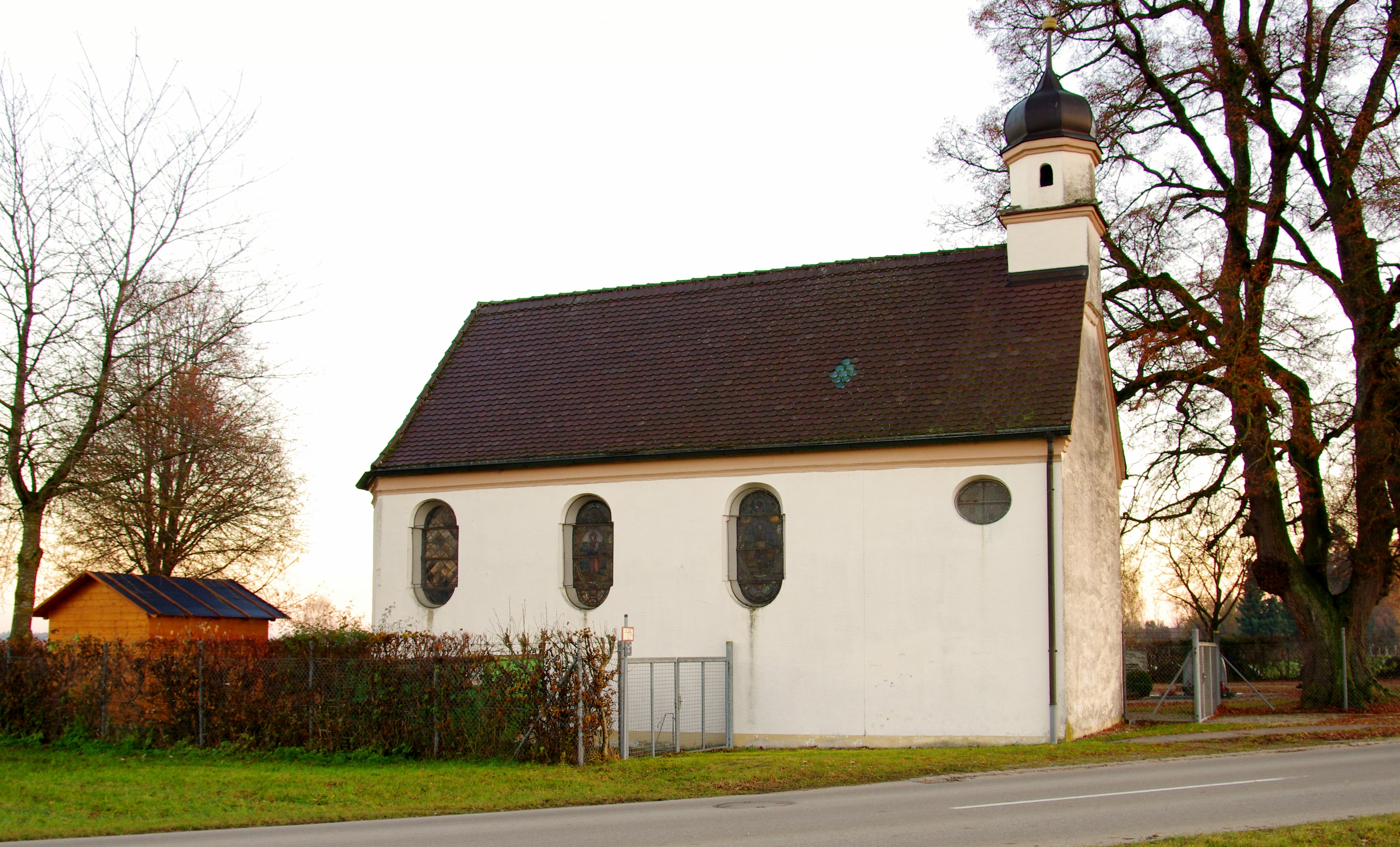
Kapelle St. Leonhard

## Persönlichkeiten
- Marquard Schwegler (* vor 1705 in Kirchdorf; † nach 1740), Bildschnitzer der Sakralkunst in Mittelschwaben